# Kværkeby Friskole
Kværkeby Friskole ligger ved Kværkeby i Ringsted kommune, ca. 6 km øst for Ringsted.
I 2012 lukkede Kværkeby Skole som folkeskole samme år genopstod skolen som Kværkeby Friskole. Skolen er en grundskole med 0.-9.klasse med tilhørende SFO. I 2023 var elevtallet tæt på 200.
Kværkeby Friskole har egen idrætssal, festsal, bibliotek, sløjd,- og billedkunstlokal, skolekøkken og musiklokale. Fysik,- og kemiundervisningen finder sted i lokaler på den nærliggende Skovbo Efterskole.
Kværkeby Friskole har en række udendørs faciliteter som legepladser, fodboldbaner, basketbane, crossfitbane, skatbane, trampoliner, bålhytte og et lille atletikanlæg. I forbindelse med skolen findes tennisbaner og K.I.Fs klubhus.
Ved skolen står Ringsted Biblioteks MoBibben. MoBibben er et ubemandet minibibliotek, indrettet i en container. I MoBibben kan man låne, aflevere og få bestilte materialer leveret til afhentning. Der er også en lille samling af materialer til inspiration og udlån.
Fra Kværkeby Friskole er der busforbindelse til Ringsted, Køge og Borup.

## Skolens liv
Kværkeby Friskole er en skole med mange traditioner. Hver morgen samles alle elever og medarbejdere til morgensang i skolens festsal.
Der holdes årligt en stor julekoncert, hvor eleverne optræder for deres forældre. Sidste dag inden jul samles eleverne i Kværkeby Kirke til julegudstjeneste.
Derudover fejres fastelavn med tøndeslagning og fastelavnsboller. Der afholdes lejrskole i både indskolingen, mellemtrinnet og i udskolingen. I 8. klasse tager eleverne på en udlandsrejse. Eleverne tjener penge til rejsen ved at passe skoleboden. 
Socialt samlingssted
Fest- og gymnastiksal fungerer som socialt samlingssted for området. Arrangementer som arrangeres af skolen selv, Borgerforeningen, 4H og den lokale idrætsforening K.I.F. samt K.I.F.’s Idrætsvenner hører med til brugen af skolen - bl.a. Elevrådfest, Madbix, Skærtorsdagsfest, Fastelavnsfest, fodboldstævner og før i tiden, stedet hvor man opførte Kværkeby revyen. Der afholdes også halbal og børnedisko. 
Kværkeby Friskole er områdets valgsted når der afholdes valg.

## Historie
Folkeskolens historie:
Skolen var førhen placeret flere steder i området:
Kirkevej 14, 1821-1907, fortsatte en del år som missionshus og søndagsskole.
Kværkebyvej 54, 1907-1957
Køgevej 196, ?-1901 (?)
Køgevej 176, 1901-1957
Alle fire adresser er nu beboet af private.
I 1957 byggede man en samlet skole for Kværkeby og Fjællebro - derfor er skolen placeret midt imellem de to byer. Skolen rummede klasser fra 1. - 7., og i slutningen af 50’erne til slutningen af 60’erne var der også en 8. klasse. Skulle man i realen, måtte man i begyndelse til Borup og senere til Ringsted.
Børnehaveklassen kom til i august 1973. Skolen havde så børnehaveklasse til 7. klasse. Klasserne 8. og 9. gik på Vigersted skole eller en skole i Ringsted. På Kværkeby skole gik der ca. 150 børn hvert skoleår.
I 2001 udbyggede man skolen ved at inddrage en del af skolegården, så den nye bygning kom til at ligge i midten af den eksisterende skole. Den rummer bibliotek, lærerværelse, mødelokaler og kontorer for skolens ledelse. Børnehave og SFO fik derved mere plads at udfolde sig på.
Friskolens historie:
I 2011 blev det besluttet at Kværkeby skole skulle lukke året efter.  Arkiveret 2. oktober 2023 hos  Wayback Machine En gruppe forældre og ildsjæle fra lokalområdet startede kampen for at bevare Kværkeby Skole. I 2012 åbnede Kværkeby Friskole.
Kværkeby Friskole er en forældrestyret skole, hvor man indgår i et forpligtende fællesskab og hvor forældrene tager aktivt medansvar for deres barns skolegang.
På skolen kommer eleverne fra et større område så som Ringsted, Vemmedrup, Bjæverskov, Jystrup, Benløse, Vigersted, naturligvis Kværkeby og så landsbyerne omkring.